# Yŏnt'an-gun
Yŏnt'an-gun (koreanska: 연탄군) är en kommun i Nordkorea.   Den ligger i provinsen Norra Hwanghae, i den sydvästra delen av landet, 50 km sydost om huvudstaden Pyongyang.